# مرحبا بكم في مروين (فلم)
مرحبًا بكم في مروين (بالإنجليزية: Welcome to Marwen) هو فيلم دراما أمريكي من إخراج روبرت زيميكس، صدر عام 2018. مستوحى من الفيلم الوثائقي Marwencol لـ جيف مالمبرغ، استنادا إلى حياة مارك هوجانكامب. بميزانية قدرها 39 مليون دولار، تبلغ قيمة الفيلم أقل من 13 مليون دولار على مستوى العالم.
بعد تعرضه للضرب في حانة، بقي مارك هوجانكامب في غيبوبة لعدة أيام. عندما يستيقظ، يصاب بفقدان الذاكرة . سوف يخلق عالمًا وهميًا، هو Marwen ، وهي قرية بلجيكية وهمية خلال الحرب العالمية الثانية . إنشاء هذه القرية في مصغرة يصبح هاجسا. مثل العلاج الذاتي، يخترع مارك أماكن وهمية يسكنها مع دمى تمثل النساء بشكل رئيسي من حاشيته وماضيه. في هذا العالم الخيالي، يلتقي الكابتن هوجي الأنا مع الساحرة البلجيكية ديجا ثوريس، جي جولي أو كارالالا. كل هذا يعطيه القوة البدنية والعقلية اللازمة للعودة إلى الواقع : يجب أن يذهب مارك إلى محاكمة مهاجميه  ،.

## روابط خارجية
- مقالات تستعمل روابط فنية بلا صلة مع ويكي بيانات